# Devon rex
Devon rex é uma raça de gatos de pelos curtos e ondulados. É considerado um excelente animal de estimação uma vez que convive muito bem com os humanos, mesmo no caso da presença constante de estranhos. É um animal de fácil tratamento, uma vez que sua pelagem não exige muitos cuidados.